# St. Johannes (Sankt Goarshausen)

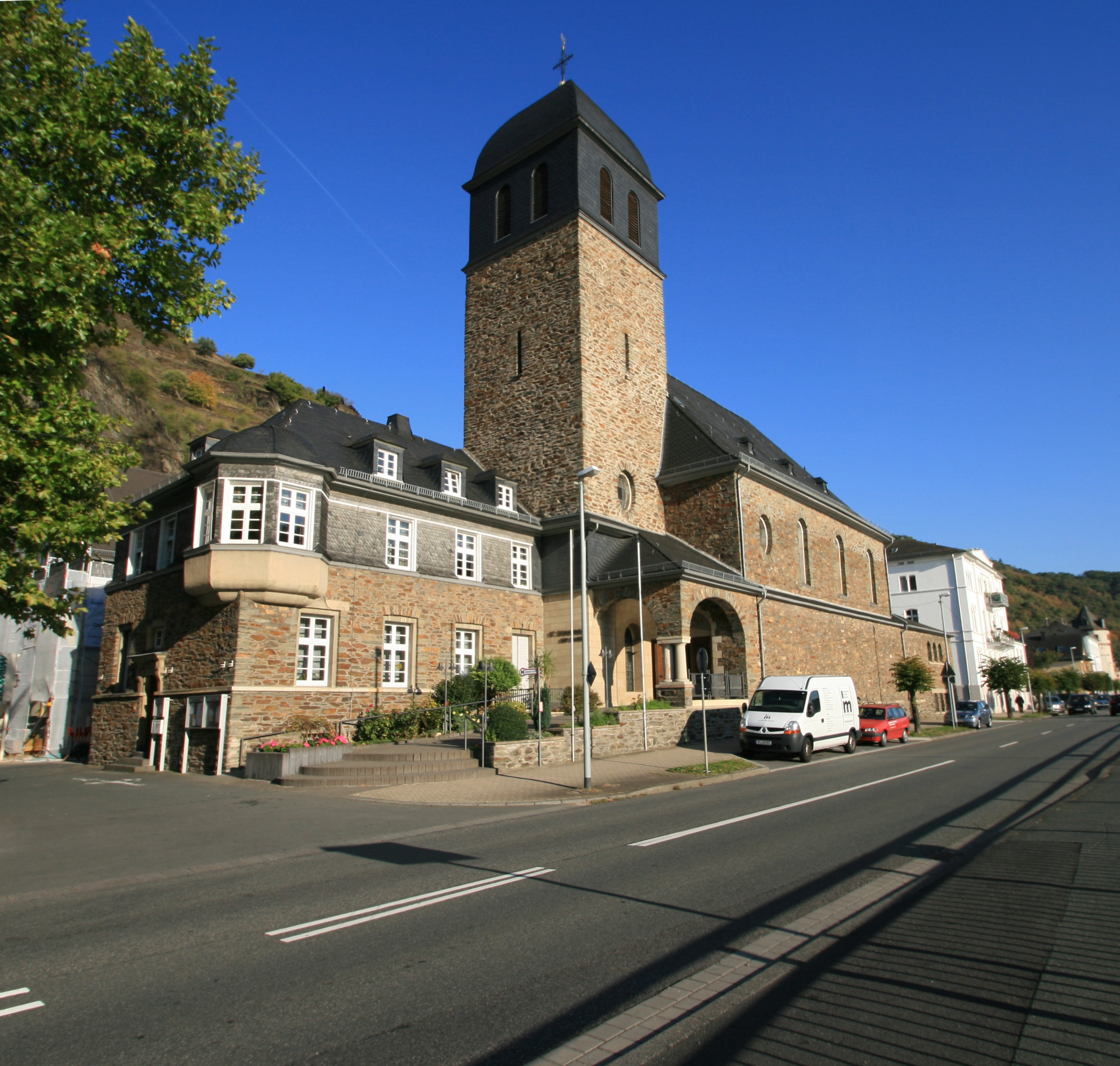
St. Johannes mit Pfarrhaus

St. Johannes der Täufer ist eine katholische Pfarrkirche in Sankt Goarshausen am Rhein. Sie ist seit 2002 Teil des UNESCO-Welterbes Oberes Mittelrheintal.

## Geschichte

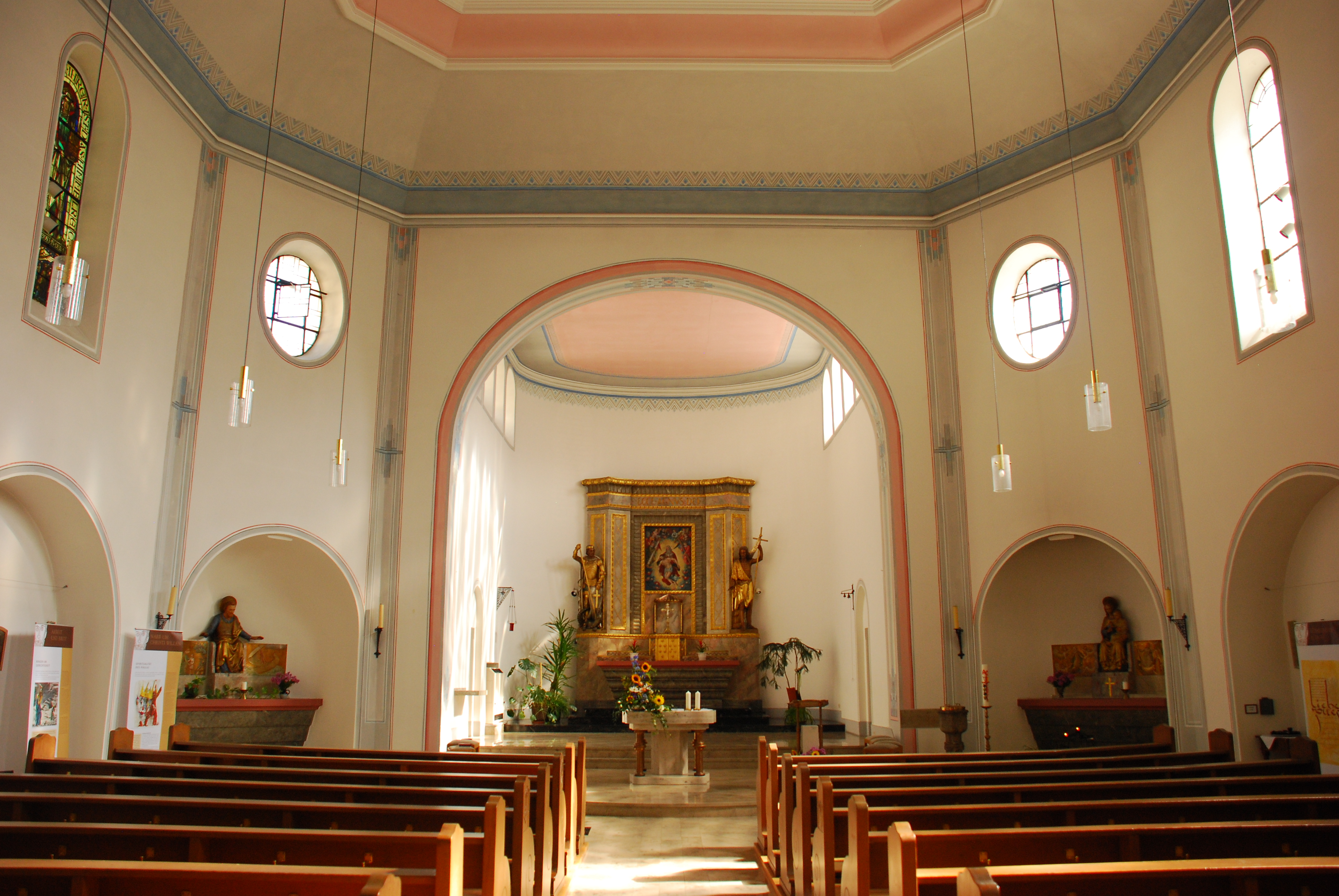
Innenansicht

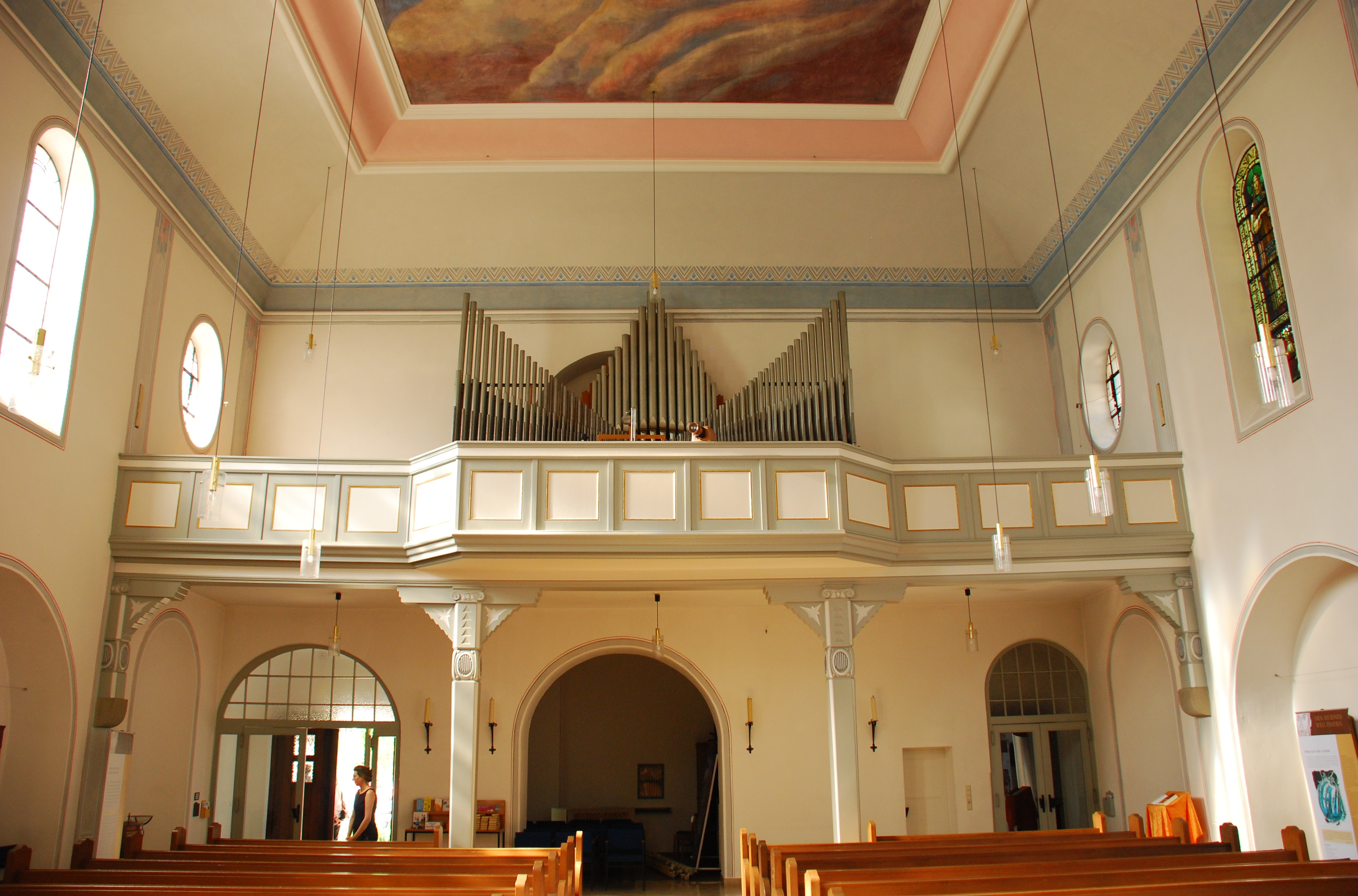
Blick auf die Orgel

Die Bruchsteinkirche wurde in den Jahren 1923–25 nach Plänen von Hans (1872–1952) und Christoph Rummel (1881–1961) erbaut. Sie besteht aus einem barockisierenden Saal mit anschließendem halbrundem Chor und einem quadratischen Westturm. Im Westen schließt das Pfarrhaus an.

## Ausstattung
Im Inneren krönt eine Voutendecke den Saal. Eine bemerkenswerte Darstellung der Hl. Dreifaltigkeit wurde 1925 von Pfarrer Sand (1919–1929) aus Privatbesitz erworben. Sie wird dem Umkreis Lucas Cranachs des Älteren zugeschrieben.
In den Jahren 1925 bis 1932 schuf Otto Linnemann die Hochfenster des Kirchenschiffes im sogenannten Beuroner Stil.

### Orgel
Die Orgel wurde 1963 von dem Orgelbauer Franz Wagenbach (Limburg) erbaut.
| I Hauptwerk C– |              |    |
| 1.             | Principal    | 8′ |
| 2.             | Gedacktflöte | 8′ |
| 3.             | Octave       | 4′ |
| 4.             | Quintatön    | 4′ |
| 5.             | Quinte       | 3′ |
| 6.             | Blockflöte   | 2′ |
| 7.             | Mixtur IV-V  |    |
| 8.             | Trompete     | 8′ |

| II Brustwerk C– |                   |       |
| 9.              | Gedackt           | 8′    |
| 10.             | Weidenpfeife      | 8′    |
| 11.             | Principal         | 4′    |
| 12.             | Rohrflöte         | 4′    |
| 13.             | Octave            | 2′    |
| 14.             | Quinte (vakant)   | 1 ⁄3′ |
| 15.             | Kleinmixtur III   |       |
| 16.             | Dulciana (vakant) | 16′   |

| Pedalwerk C– |            |     |
| 17.          | Subbaß     | 16′ |
| 18.          | Octavbaß   | 8′  |
| 19.          | Gedacktbaß | 8′  |
| 20.          | Pommer     | 4′  |

- Koppeln: II/I, I/P, II/P